# Brdárka
Brdárka (Hongaars: Berdárka) is een Slowaakse gemeente in de regio Košice, en maakt deel uit van het district Rožňava.
Brdárka telt 72 inwoners.